# Huadian
Huadian (桦甸市S, HuàdiànP) è una città-contea della Cina, situata nella provincia di Jilin e amministrata dalla prefettura di Jilin.